# Jens Kusk Jensen
Jens Kusk Jensen f. Jens Kudsk Jensen (8. februar 1866 i Vester Assels på Mors – 23. oktober 1936 i Nivå på Sjælland) var en dansk sømand og forfatter af fagbøger, hvor af mange stadigt udkommer i nye oplag.
Jens Kusk Jensen, hed oprindeligt Jens Kudsk Jensen, men på grund af at folk fra udlande ikke kunne udtale det stumme d, blev det fjernet. Resten af familien vedholdt deres d i Kudsk, og efterkommerne hedder Kudsk med d i dag. I familien går historien at efternavnet Kudsk, kom af en slægtning, som var kudsk og derudover var kendt for at kunne køre med seks heste.
Jens Kusk Jensen fik bl.a. datteren Margrethe Kudsk, som i dag (2009) er 89 år.

### Af Jens Kusk Jensen
- Særligt er han kendt for Haandbog i praktisk sømandsskab som også er udkommet på tysk, Handbuch der praktischen Seemanschaft auf traditionellen Segelschiffen
- Sømandsskab for Baade og mindre Fartøjer med Henblik paa Lystfartøjer og Motorbaade samt Farvetavler til Indøvelse af Søvejsreglerne. Mindst 7 udgaver.

### Om og med Jens Kusk Jensen
- Wikimedia Commons har flere filer relateret til Jens Kusk Jensen
- En sømands oplevelser i fred og krig, 1995. Skibsfører Jens Kusk Jensens (1866-1936) erindringer beskriver især hans liv på verdenshavene på forskellige skibe, f.eks. Fregatten Jylland, skonnerter og dampskibe i perioden 1883-1922 ISBN 87-87947-38-2
- Navigationens udvikling : og lidt om hans liv og håndbøger 2003. Skibsfører Jens Kusk Jensens (1866-1936) hidtil uudgivne manuskript fra ca. 1910 samt en række artikler, som belyser Kusk Jensens liv, hans berømte håndbøger, rekonstruktioner af fortidens navigationsinstrumenter og fartøjer samt hans litterære produktion i det hele taget Med bibliografi og litteraturhenvisninger ISBN 87-87947-09-9